# Young
|  | Denne artikel er oprettet af botten Steenthbot ud fra en ekstern database. Den kan derfor have sproglige fejl eller mangler. Denne skabelon kan fjernes efter kontrol af indholdet. |

Young er en dansk kortfilm fra 2021 instrueret af Kristian Håskjold.

## Handling
Pernille opvarmer til en privatfest sammen med sine gode veninder Zarif og Tanne da hun pludselig får fortalt et rygte der er blevet spredt, om at hun har fået en abort. Pernille benægter rygtet og sammen ser venindegruppen sig sure på pigen, Silke som de tror står bag. Pernille er bange for at tabe ansigt og lader sig hurtigt overtale af veninderne til at konfrontere Silke til festen. Da pigerne finder Silke eskalerer situationen dog hurtigt ud af kontrol, og gruppepresset får Pernille til at tage hævnaktionen et skridt for langt. Efterfølgende forsøger de alle at lægge episoden bag sig, men Pernille hjemsøges både af sine handlinger, samt en hemmelighed som hviler under overfladen, og inden aftenen er omme vil vægten af begge dele bliver for meget at bære.

## Medvirkende
- Frieda Krøgholt, Pernille
- Mathilde Arcel Fock, Tanne
- Stran Ezgi Benli, Zarif
- Mathilde Schjelde, Silke
- August Carter, Anton
- Noah Skovgaard Skands, Rasmus
- Maria Rich, Pernilles mor